# Rabobank
Rabobank (uttal: ˈraːboːbɑŋk); Coöperatieve Rabobank U.A., är en nederländsk, multinationell finanskoncern med säte i Utrecht. 2019 utgjordes företagsgruppen av 89 lokala nederländska banker, en centralorganisation (tidiga benämnd som Rabobank Nederland) samt ett antal specialiserade internationella kontor och filialer. Rabobankgruppens huvudsakliga internationella fokus är inom livsmedels- och jordbrukssektorerna.
Räknat efter tillgångar är Rabobank Nederländernas näst största bankkoncern. Man är även en av världens 30 största finansiella institutioner. December 2014 uppgick den totala mängden tillgångar till 681 miljarder euro, och samma år var nettovinsten 1,8 miljarder euro. Tidningen Global Finance rankade 2015 Rabobank på 25:e plats bland "världens säkraste banker".

## Historia
Banken har en bakgrund i de ekonomiska idéerna hos Friedrich Wilhelm Raiffeisen, den tyske grundaren av kooperativa sparkasseföreningar. Han grundade 1864 Tysklands första bank för jordbrukare, Darlehnskassen-Verein, genom att låta sparmedel på landsbygden gynna företagsamma jordbrukare via lånemöjligheter.

### Två kooperationer
Den här affärsmodellen spreds mot slutet av seklet även till grannlandet Nederländerna. Fader Gerlacus van den Elsen inspirerades av Raffeisen och lät bilda ett antal lokala jordbrukskassor i den södra delen av landet. Sparkassorna hade ett idealistiskt syfte, men de verkade ändå på strikt affärsmässiga principer.
Utrecht och Eindhoven blev tidigt den nederländska sparkasserörelsens centrum. 1898 hade därför två kooperativa bankkonglomerat på regional nivå bildats – Coöperatieve Centrale Raiffeisen-Bank (Utrecht) och Coöperatieve Centrale Boerenleenbank (Eindhoven). Raffeisen-Bank utgjordes av sex samarbetande lokala banker, medan Boerenleenbank var ett kooperativ med 22 lokala banker.
Trots deras inbördes likheter skulle dessa bankkooperationer för de närmaste över 70 åren komma att verka utan närmare samarbeten dem emellan. Eindhoven-baserade Boerenleenbank hade en tydligt katolsk prägel, medan Raiffeisen-Bank hade en protestantisk bakgrund. Detta resulterade i att många småstäder hade två olika lokala sparkassor, en för katoliker och en för protestanter. Systemet överlevde en kris i banksektorn i början av 1920-talet.

### Sammanslagning
1940 hade dock de två organisationerna inlett ett begränsat samarbete med varandra. Detta föranleddes av tre historiska processer:
- En ökning av bankfilialer, med ökad lokal konkurrens som resultat
- En successiv avmattning av de konfessionella skillnaderna mellan de två
- Ett ökat behov av kapital till den nederländska industrin, vilket föranledde en koncentration av företagandet inom banksektorn

1972 ledde allt detta till att de två bankorganisationerna slogs samman till Coöperatieve Centrale Raiffeisen-Boerenleenbank, förkortat till Rabobank. Man valde därefter Amsterdam som säte för sin organisation, på grund av stadens neutrala läge i relation till de båda kooperationerna. Mellan 1980 och 2015 hade denna centralorganisation namnet Rabobank Nederland.

### Utländsk expansion
Den utländska delen av Rabobank etablerades 1980. Tio år senare skapades ett samriskbolag i Indonesien, via samarbete med lokala Bank Duta. 1994 köpte man Primary Industry Bank of Australia (PIBA), med verksamhet både i Australien och i Nya Zeeland; 2003 bytte man namn till Rabobank Australia Limited. 1997 köpte man även upp Wrightson Farmers Finance Limited, för att två år senare ge den namnet Rabobank New Zealand.
Banken har kontor i 38 olika länder. I USA verkar Utrecht-America Holdings, Inc. och Rabobank N.A. som dotterbolag inom koncernen.